# Szemu
Szemu (Smw) – w starożytnym Egipcie trzecia pora kalendarza egipskiego będąca porą żniw. Odpowiednik naszego lata. Pora szemu trwała 120 dni od 16 marca do 13 lipca. W skład pory szemu wchodziły cztery miesiące. Po porze szemu następowało pięć dni epagomenalnych.
| S | mw | N5 |

| S | mw | N5 |

## Miesiące
| Nazwa miesiąca | Czas trwania miesiąca  |
| -------------- | ---------------------- |
| Pachons        | 16 marca – 14 kwietnia |
| Paini          | 15 kwietnia – 14 maja  |
| Epifi          | 15 maja – 13 czerwca   |
| Mesori         | 14 czerwca – 13 lipca  |